# Cultura di Basarabi

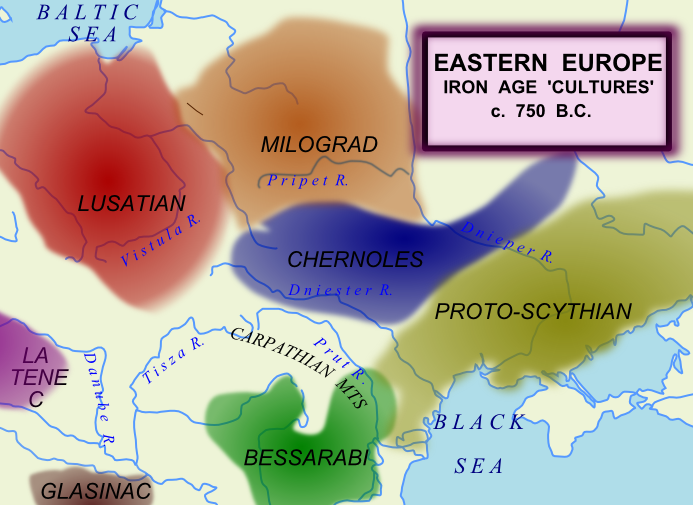
Culture archeologiche dell'Europa orientale durante l'VIII secolo a.C. La cultura di Basarabi è evidenziata in verde

La cultura di Basarabi fu una cultura archeologica sviluppatasi nell'Europa sud-orientale tra l'VIII e il VII secolo a.C.. Prende il nome dal villaggio di Basarabi, nel distretto di Dolj (Romania sud-occidentale) facente parte della municipalità di Calafat. Viene associata da alcuni con la cultura di Bosut, costituendo così il complesso archeologico "Basarabi-Bosut".
Interessava la Romania, la Bulgaria, la Serbia e la Moldavia centrale intorno al 650 a.C.. La grande estensione territoriale indicherebbe che tale cultura si fosse diffusa presso varie popolazioni di differente etnia tra cui i Pannoni, i Daci, i Traci e gli Illiri .